# Ограбление на площади Норрмальмсторг

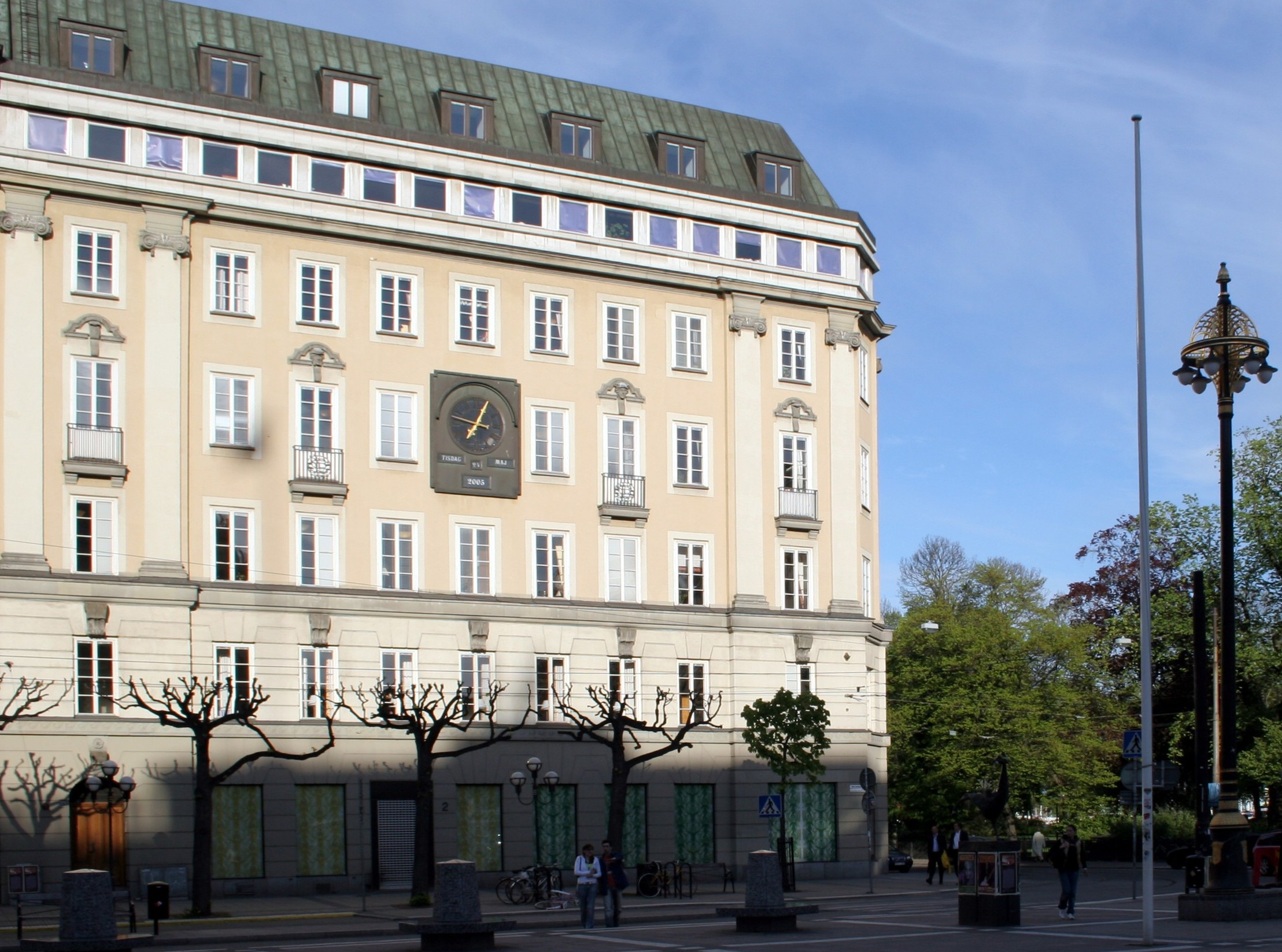
Бывшее здание Kreditbanken на площади Норрмальмсторг в 2005 году

Ограбление на площади Норрмальмсторг — ограбление банка с захватом заложников, получившее известность с возникновением термина «стокгольмский синдром». Произошло на площади Норрмальмсторг в г. Стокгольме, Швеция, в 1973 году, и стало первым криминальным событием в Швеции, которое освещалось в прямом эфире по телевидению. Осуждённый преступник Ян-Эрик Ульссон, получивший отпуск из тюрьмы, решил снова ограбить банк, взяв четверых заложников. В ситуации с захватом заложников полиция согласилась привезти к банку его друга Кларка Улофссона. Преступникам удалось сформировать отношения привязанности с заложниками, которые стали защищать своих захватчиков, несмотря на повторяющиеся угрозы со стороны последних. Через пять дней после захвата заложников полиция пустила слезоточивый газ, и грабители сдались. Ульссон был приговорён к 10 годам за ограбление, а Улофссон в конечном итоге был оправдан. Парадоксальные действия заложников привели к значительному академическому и общественному интересу к происшествию, включая шведский телевизионный фильм 2003 года и американский 2018 года.

## События
23 августа 1973 года Ян-Эрик «Янне» Ульссон, рецидивист, совершивший несколько вооружённых ограблений и актов насилия, первое из которых он совершил в 16 лет, получил отпуск из тюрьмы и пришёл в здание банка Kreditbanken на площади Нормальмсторг в центре Стокгольма и совершил попытку ограбления. Немедленно была вызвана полиция, двое полицейских зашли в здание. Ульссон открыл огонь и ранил в руку полицейского Ингемара Варпфельдта. Другому полицейскому Ульссон приказал сесть на стул и «спеть что-нибудь»; тот начал петь «Lonesome Cowboy» Элвиса Пресли. Затем Ульссон взял в заложники четверых человек. Он потребовал, чтобы к нему привели его друга Кларка Улофссона, а также дали 3 миллиона шведских крон, 2 пистолета, бронежилеты, шлемы и быстроходную машину.
Правительство дало разрешение привести Улофссона в качестве канала связи вместе с полицейскими переговорщиками. Одна из заложников, Кристин Энмарк, сказала, что чувствует себя в безопасности с Ульссоном и Улофссоном, но боится, что полиция может обострить ситуацию использованием насильственных методов. Ульссон и Улофссон забаррикадировались во внутреннем главном хранилище, где они держали заложников. Переговорщики согласились, что грабители могут получить машину для бегства, но им не позволят взять с собой заложников.
Ульссон сделал телефонный звонок премьер-министру Улофу Пальме и сказал, что убьёт заложников, подкрепив угрозу, взяв одну из заложниц в удушающий захват; когда он повесил трубку, был слышен её крик. На следующий день грабители позвонили Пальме ещё раз. В этот раз с Пальме разговаривала заложница Кристин Энмарк. Она сказала, что очень недовольна отношением премьер-министра, и просила его позволить грабителям покинуть место вместе с заложниками.
Улофссон ходил по хранилищу, распевая «Killing Me Softly» Роберты Флэк. 26 августа полиция просверлила дыру в главное хранилище из квартиры сверху. Через дыру была сделана широко разошедшаяся фотография заложников вместе с Улофссоном. Улофссон дважды стрелял в дыру из своего оружия и со второй попытки ранил полицейского в руку и лицо.
Ульссон выстрелил из своего оружия и пригрозил убить заложников, если будет произведена любая попытка газовой атаки. Несмотря на это, 28 августа полиция пустила газ, и через полчаса Ульссон и Улофссон сдались. Никто из заложников не получил долговременных травм.

### После ограбления
Ульссон и Улофссон были признаны виновными в ограблении и приговорены к длительным срокам тюремного заключения. Однако Улофссон настаивал, что не помогал Ульссону и пытался спасти заложников, поддерживая спокойную обстановку. В апелляционном суде приговор Улофссону был отменён. Позднее он несколько раз встречался с заложницей Кристин Энмарк, и их семьи стали друзьями. Впоследствии он не прекратил совершать преступления.
Ульссон был приговорён к 10 годам тюрьмы. Он получил много восхищённых писем от женщин, которые находили его привлекательным. Впоследствии он женился на одной из них (иногда ошибочно утверждается, что это была одна из бывших заложниц). Утверждается, что после освобождения он продолжал совершать преступления. Он скрывался от шведских властей в течение 10 лет из-за предполагаемых финансовых преступлений, но в 2006 году явился с повинной в полицию, где ему сообщили, что расследование по обвинению было прекращено.
Психиатр Нильс Бейерут, который консультировал полицию во время инцидента, и решения которого критиковались заложниками, для объяснения их поведения придумал термин Norrmalmstorgssyndromet (Норрмальмсторгский синдром). Заложники, несмотря на угрозы Ульссона, не проявляли агрессии по отношению к полиции или друг другу.  
В 1996 году Ульссон переехал в северо-восточный Таиланд со своей тайской женой и их сыном, а в 2013 году вернулся в Швецию. В 2009 году в Швеции была опубликована автобиография Ульссона Stockholms-syndromet.
По случаю 40-летней годовщины ограбления на площади Норрмальсторг 23 августа 2013 года газеты взяли интервью у участников, а телевидение осветило годовщину.

## Культурное влияние
- Телефильм 2003 года Norrmalmstorg режиссёра Хокана Линде неточно основан на событиях[14].
- Короткая художественная история Джо Мено Stockholm 1973 была опубликована в американском литературном журнале Timothy McSweeney's Quarterly Concern.
- Однажды в Стокгольме (Stockholm), фильм 2018 года режиссёра Роберта Будро рассказывает художественную историю ограбления[15].
- Песня Stockholm Syndrome из альбома Absolution группы Muse основана на событиях.

Общая концепция стокгольмского синдрома и сам термин стокгольмский синдром множество раз упоминались в популярной культуре.